# معهد المراعى والغابات بطبرقة
معهد المراعى والغابات بطبرقة هو مؤسسة بحث وتعليم عالي فلاحي تحت الإشراف المزدوج ل وزارة الفلاحة (تونس) و وزارة التعليم العالي (تونس) ، تابع ل جامعة جندوبة و تأسس بمقتضى قانون المالية عدد 66 الفصل 39 سنة 1970 . ينظم المعهد مرحلة تكوين تدوم 3 سنوات وتختم بإسناد شهادة تقني سامي في أحد الاختصاصين: غابات أو سياحة بيئية .

## الشّهادات
- الإجازة التطبيقية في علوم وتقنيات الغابات
- ماجستير مهني عن بعد في السياحة البيئية